# سوبربريزم
سوربريزم هو الكريستال الضوئي بحيث يؤدي دخول شعاع الضوء إلى تشتت (بصريات) كبيرة للغاية. وقد استخدمت قدرة الكريستال الضوئي على إرسال الحزم الضوئية مع أطوال موجية مختلفة إلى زوايا مختلفة إلى حد كبير في الفضاء في المنشور الزجاجي وفي تناسق فائق؛ لإثبات الطول الموجي و الإرسال المتعدد في هذه الهياكل.
كما قامت أول سوبريونية بتعديل سرعة الزمرة بدلاً من سرعة الطور من أجل تحقيق «ظواهر التفوق الفائق». وقد فُسّر هذا التأثير على أنه تشتت أنيسونروبي على عكس التشتت الأيزوروبي. وعلاوة على ذلك، يبدو أن شعاعين من الضوء تظهر الانحناء السلبي داخل الكريستال.